# Bloque Nuestra Ucrania-Autodefensa Popular

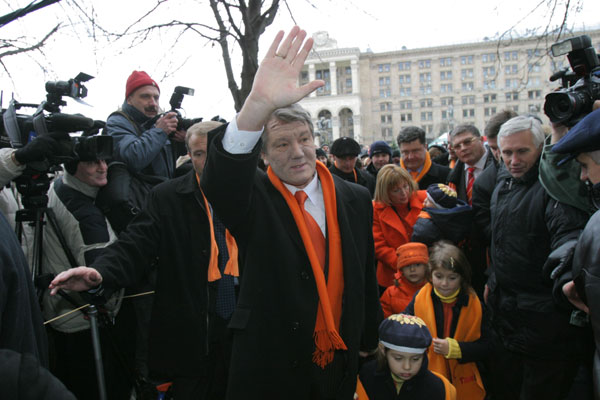
El líder de la coalición, Víktor Yúshchenko, durante el desarrollo de la Revolución Naranja, en 2004.

Nuestra Ucrania (en ucraniano Наша Україна) fue una coalición liberal-conservadora de partidos políticos de Ucrania. Fue establecida formalmente en 2001 y ha sido liderada por Víktor Yúshchenko. Se disolvió a fines de 2012. Fue observador del Partido Popular Europeo.
Nació como coalición en el parlamento ucraniano encabezada por el partido Unión Popular Nuestra Ucrania junto a un grupo de pequeños partidos. Esta coalición fue una de las protagonistas de la Revolución Naranja, tras las denuncias de fraude electoral en las elecciones presidenciales de Ucrania de 2004 en favor del candidato progubernamental Víktor Yanukóvich. Las protestas fueron encabezadas por Yúshchenko, lográndose que el Tribunal Supremo de Ucrania ordenara repetir las elecciones en diciembre. En dichos comicios, Nuestra Ucrania fue declarado ganador.
Para las elecciones parlamentarias de Ucrania de 2007 se formó una alianza con Autodefensa Popular de Yuri Lutsenko, creándose el bloque Nuestra Ucrania - Autodefensa Popular, dirigido por Lutsenko. A este bloque se unieron otros ocho partidos. En dichos comicios obtuvo 72 escaños de los 450. 

## Miembros
- Unión Popular Nuestra Ucrania
- Autodefensa Popular
- Congreso de Nacionalistas Ucranianos
- Unión Demócrata Cristiana
- PORA ("Es el momento")
- Adelante, Ucrania
- Partido Popular de Ucrania
- Partido Europeo de Ucrania
- Partido de Defensores de la Patria
- Movimiento Popular de Ucrania
- Sobor